# 1869 dans le catholicisme
Chronologie du catholicisme
- 1865
- 1866
- 1867
- 1868
- 1869
- 1870
- 1871
- 1872
- 1873

Cet article présente les faits marquants de l'année 1869 dans le catholicisme.

## Évènements
- 8 décembre : ouverture du Ier concile du Vatican par le pape Pie IX

## Naissances
- 6 avril : Isidore Dumortier, prélat et missionnaire français, vicaire apostolique de Cochinchine occidentale et évêque titulaire de Lipara (de) († 16 février 1940)
- 28 avril : Céline Martin, religieuse carmélite française, sœur de Sainte Thérèse de Lisieux († 25 février 1959)
- 19 août : Isidro Gomá y Tomás, cardinal espagnol, archevêque de Tolède († 22 août 1940)
- 30 novembre : Andrea Cassulo, prélat italien, diplomate du Saint-Siège et archevêque titulaire de Léontopolis-en-Augustamnique (de) († 9 janvier 1952)

## Décès
- 27 juillet : Martial Testard du Cosquer, prélat et missionnaire français, premier archevêque de Port-au-Prince (° 22 septembre 1820)
- 17 décembre : Francesco Pentini, cardinal italien de la Curie (° 11 décembre 1797)